# تونی ویا
تونی ویلا (انگلیسی: Toni Villa؛ زادهٔ ۷ ژانویهٔ ۱۹۹۵) بازیکن فوتبال اهل اسپانیا است.
از باشگاه‌هایی که در آن بازی کرده‌است می‌توان به باشگاه فوتبال رئال وایادولید اشاره کرد.